# Frīdrihs
Frīdrihs (ou Fridrihs) est un prénom masculin letton dérivé de Friedrich et de Frederick, avec Fricis comme diminutif, et célébré le 14 novembre. Ce prénom peut désigner :

## Prénom
- Jānis Frīdrihs Baumanis (1834-1891), architecte russe
- Fridrihs Bošs (en) (1887-1950), coureur cycliste letton
- Frīdrihs Briedis (en) (1888-1918), colonel letton
- Frīdrihs Canders (1887-1933), pionnier de l'astronautique soviétique
- Fridrihs Ukstiņš (en) (1895-1972), coureur cycliste letton
- Frīdrihs Vesmanis (en) (1875-1941), homme politique letton

## Référence
1. 1 2  (en) Behind the Name Retrieved 4 August 2017.
2. ↑  (en) « 10th Century Frisian Masculine Names », sur heraldry.sca.org (consulté le 28 décembre 2017)